# Colus pygmaeus
Colus pygmaeus, tên tiếng Anh: pygmy whelk, là một loài ốc biển, là động vật thân mềm chân bụng sống ở biển trong họ Buccinidae.